# Mélisse officinale
« Mélisse » redirige ici. Pour l'autre signification, voir Mélisse (prénom).
Melissa officinalis
Espèce
Classification phylogénétique
La Mélisse officinale (Melissa officinalis) est une espèce de plantes à fleurs de la famille des Lamiacées. C'est une plante herbacée vivace originaire du bassin méditerranéen. Son nom vient du grec μελισσόφυλλον, melissophullon, qui signifie « feuille à abeilles » ou « herbe aux abeilles ».
On l'appelle aussi « mélisse citronnelle » ou simplement « citronnelle », à ne pas confondre avec la Citronnelle (Cymbopogon citratus) utilisée en cuisine extrême-orientale, ni avec la verveine citronnelle (Aloysia citrodora), plante sud-américaine de la famille des Verbenaceae.

## Distribution
Plante originaire de l'est du bassin méditerranéen, la mélisse officinale s'est répandue dans toute l'Europe dès l'Antiquité. Les Romains l'introduisent en Grande-Bretagne.
Elle a été introduite en Amérique du Nord.

## Description

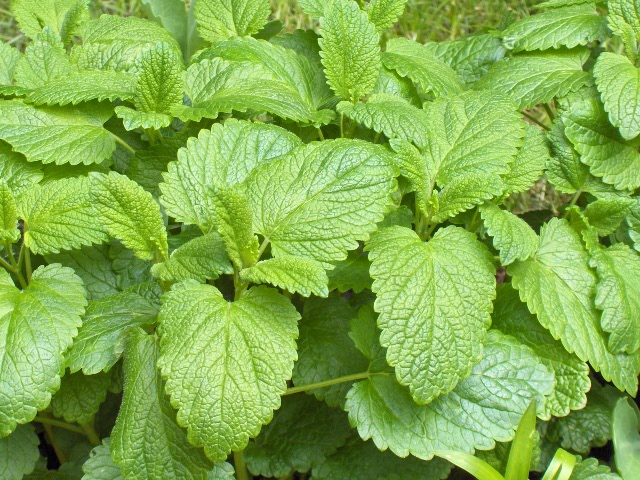
Feuilles.

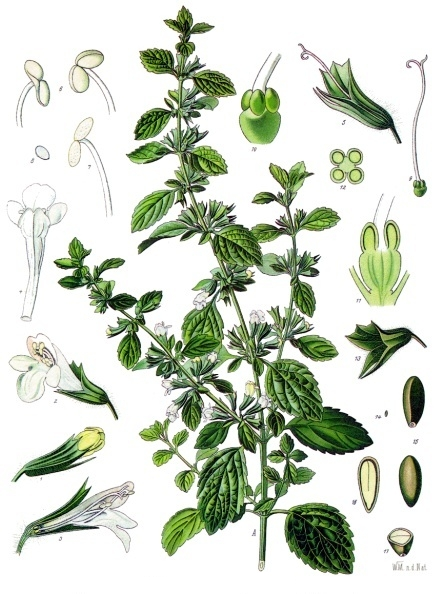
Planche botanique de Melissa officinalis.

C'est une plante vivace haute de 30 à 80 cm, à tiges dressées à section carrée. La mélisse a des petites feuilles ovales gaufrées et dentelées qui exhalent un parfum doux et citronné quand on les froisse.
Cette plante aromatique a un feuillage vert vif et une odeur citronnée.
Les fleurs blanches ont une corolle longue de 12 mm, à deux lèvres. Le calice est en forme de cloche.

### Risques de confusion
On confond parfois la mélisse avec une espèce d'herbe à chats, la cataire, dont l'odeur et la fleur sont différentes de celles de la Mélisse officinale.

## Culture
La Mélisse officinale, ou Mélisse citronnelle, est cultivée dans les jardins depuis des temps très anciens.
C'est une plante vivace facile qui pousse très bien au soleil comme à l'ombre et aime les sols plutôt frais. Elle a sa place dans les jardins de curés et dans les jardins médiévaux. Il en existe plusieurs cultivars, par exemple :
- 'Aurea' , feuillage doré en début de saison puis taché de doré et devenant vert à la fin
- 'Citronella' , parfum de citronnelle
- 'Lemonella' , parfum plus citronné
- 'Lime' , parfum de limette
- 'Quedlinburger Niederliegende' , à plus forte teneur en huiles essentielles
- 'Variegata' , feuilles tachées de jaune en début et fin de saison, entièrement verte entre deux
- 'Altissima', haute et ramifiée, avec une odeur et un goût d'orange

La mélisse est cultivée pour les industries alimentaires et l'herboristerie.
Sa zone de rusticité se situe entre 3 et 7.

## Utilisation

### Plante mellifère
Cette plante est naturellement mellifère et produit un nectar que les abeilles récoltent pour le transformer en miel. Elle entre également dans la recette de certains attire-essaim.
Autrefois en Corse, et probablement ailleurs, certains apiculteurs se contentaient de la cueillir au bord des fossés et de frotter l'intérieur d'une ruche avec la plante fraîche juste au moment de la capture de l'essaim, pour inciter celui-ci à adopter son nouveau logis.

### Usage thérapeutique
L'« eau de mélisse » aurait des propriétés antispasmodiques mais n'a, par exemple, aucun effets sur le bruxisme.
La mélisse peut aussi être consommée sous forme de tisanes.
Les tiges et les feuilles sont encore utilisées comme tonique et stimulant léger. Le goût est astringent et l'arôme léger.
Elle était très appréciée au XIXe siècle pour ses propriétés digestives et apaisantes. Un alcoolat appelé eau de mélisse ou Eau des Carmes ou Eau de mélisse des Carmes Boyer est préparé avec les feuilles de mélisse fraîches.
Les polyphénols de la mélisse sont antiviraux : contre l'herpès qui produit des vésicules blanchâtres, une infusion appliquée régulièrement sur les lésions aiderait à éliminer les éruptions en quelques jours et à réduire la fréquence d'apparition. La mélisse a des vertus antispasmodiques et aide à la digestion.
Selon certains[Qui ?], la mélisse contient une phyto-progestérone tandis que d'autres sources y voient un effet hormonal mais sans savoir comment très bien l'expliquer.
Elle aurait un effet bénéfique modéré sur la tension artérielle et léger sur le niveau de cholestérol , ainsi qu’un effet bénéfique important sur l’anxiété et modéré sur la dépression ; cependant, elle est également potentiellement cardiotoxique .

### Usage en herboristerie
La mélisse est le plus souvent utilisée pour ses vertus calmantes et relaxantes. De fait, elle régule l'influx nerveux, ce qui a une action bénéfique sur la tachycardie ; elle réduit aussi les spasmes de l'estomac et du côlon ; elle a également des propriétés antifongiques. En infusion, la mélisse a un effet légèrement sédatif et favorise de plus la sudation ; c'est pourquoi elle est recommandée dans des cas d'insomnie ou par forte chaleur chez le nourrisson et les personnes âgées. Il lui est parfois attribué, à tort, des propriétés répulsives sur les insectes (moustiques), par confusion avec la véritable citronnelle.
Son huile essentielle est composée de citral, de citronellol, d'eugénol, de géraniol, de flavonoïdes, de polyphénols et de triterpénoïde.
Préparer une décoction : plonger deux belles branches de mélisse (50-100 g) dans un litre d'eau froide et porter à ébullition ; retirer du feu, laisser infuser 10 minutes puis filtrer. À boire tiède ou frais.

### Huile essentielle
L'huile essentielle est obtenue par hydrodistillation de ses feuilles fraîches (récoltées avant la floraison).
70 constituants y ont été identifiés, dont géranial et néral.
La composition de l'huile varie beaucoup selon sa provenance, ainsi, l'huile essentielle extraite de feuilles récoltées dans trois communes de Grèce contenait du β-pinène (6,4 à 18,2 %), du sabinène (6,9 à 17,4 %), du (E)-caryophyllène (7,2 à 15,3 %) et de l'oxyde de caryophyllène (12,6 à 24,4 %) comme principaux constituants, mais pas de citral ni de citronellal.

### Usage culinaire
En cuisine, la mélisse donne une saveur fraîche aux viandes, volailles, poissons, salades de fruits et de légumes, aux soupes et aux puddings. Elle est utilisée en Espagne pour aromatiser le lait. Elle entre dans la composition de certaines liqueurs comme la Bénédictine.
Elle est incluse dans la recette des cornichons du Spreewald, spécialité du Brandebourg qui fait l'objet d'une indication géographique protégée.

## Effets secondaires
Maux de tête, modifications de l'électroencéphalographie, diminution de la vigilance, troubles du sommeil, et symptômes de sevrage. Il a été souligné à plusieurs reprises que la mélisse doit être utilisée avec prudence chez les patients présentant un dysfonctionnement thyroïdien car elle peut inhiber l'hormone thyroïdienne.

## Histoire
L'usage de la mélisse officinale s'est répandu en France à partir du XVIIe siècle. C'est l'époque où les Carmes ont mis au point la fameuse eau de mélisse, qui soulageait les dames de la cour du Roi-Soleil sujettes à des malaises nerveux. Le cardinal de Richelieu gardait à portée de main son flacon pour soigner ses migraines.

## Symbolique

### Prénom
- Mélisse est aussi un prénom révolutionnaire mais assez rare. Il est attribué pour la première fois en 1982 (trois fois), puis depuis une quinzaine de fois par an. Il se fête le 25 mai (6 prairial)[15]. Voir aussi Mélissa.

### Calendrier républicain
La mélisse voyait son nom attribué au 6e jour du mois de prairial du calendrier républicain / révolutionnaire , généralement chaque 25 mai du calendrier grégorien.

## Galerie

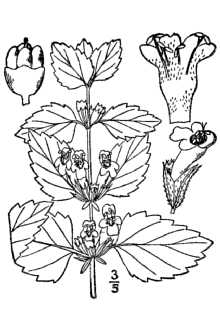
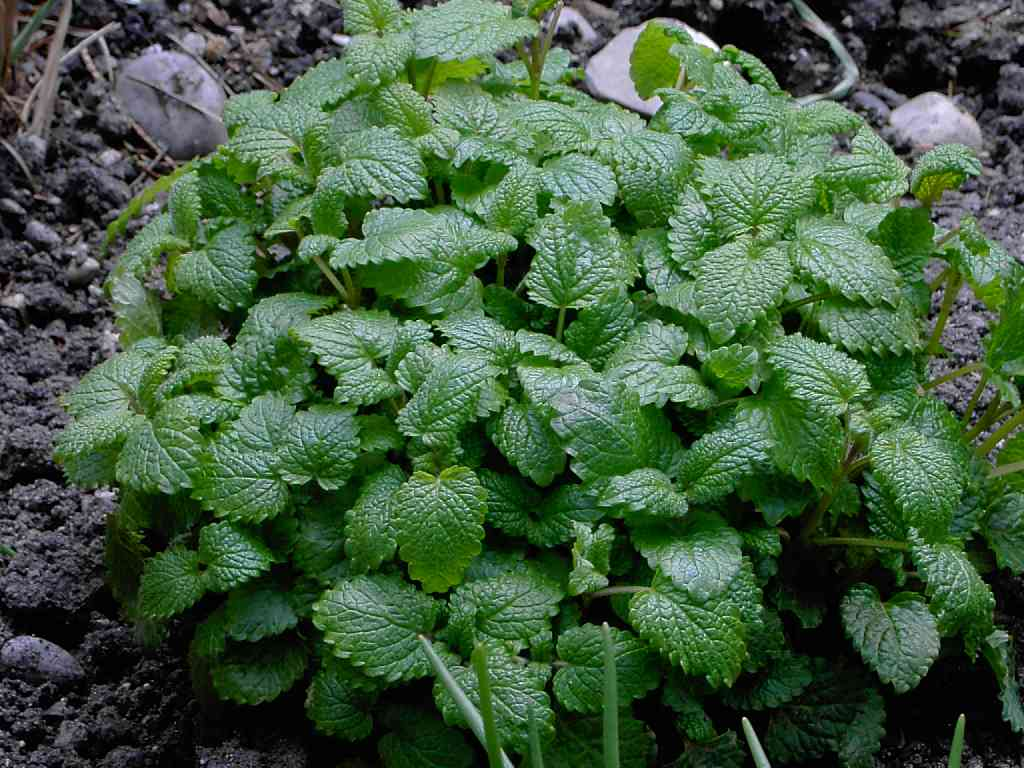
Feuilles.
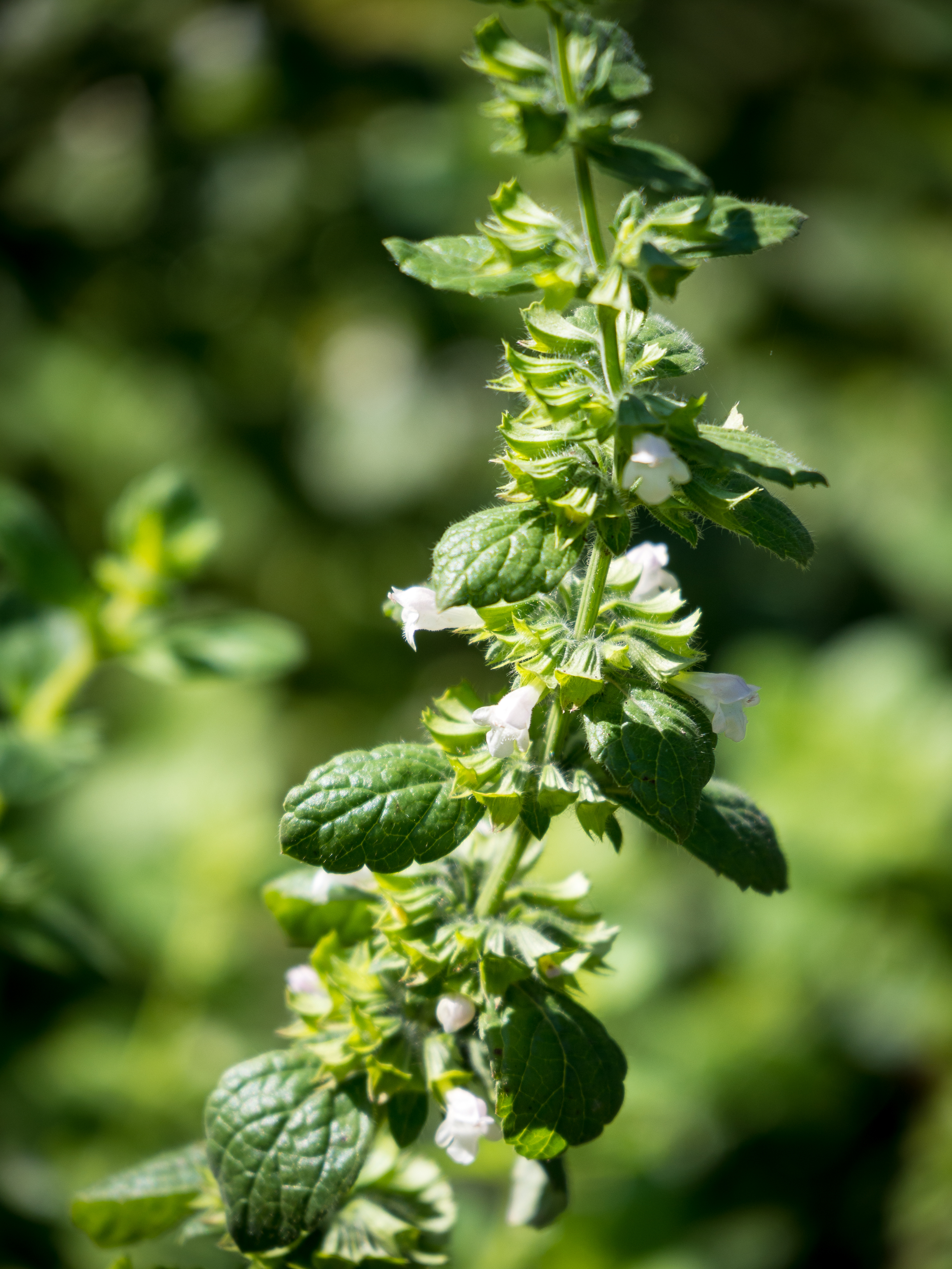
Fleurs.